# جیمز بنکس (بازیکن فوتبال)
جیمز بنکس (انگلیسی: James Banks؛ زادهٔ) بازیکن فوتبال اهل بریتانیا است.
از باشگاه‌هایی که در آن بازی کرده‌است می‌توان به باشگاه فوتبال بلکپول اشاره کرد.